# Serie 500 CFTV

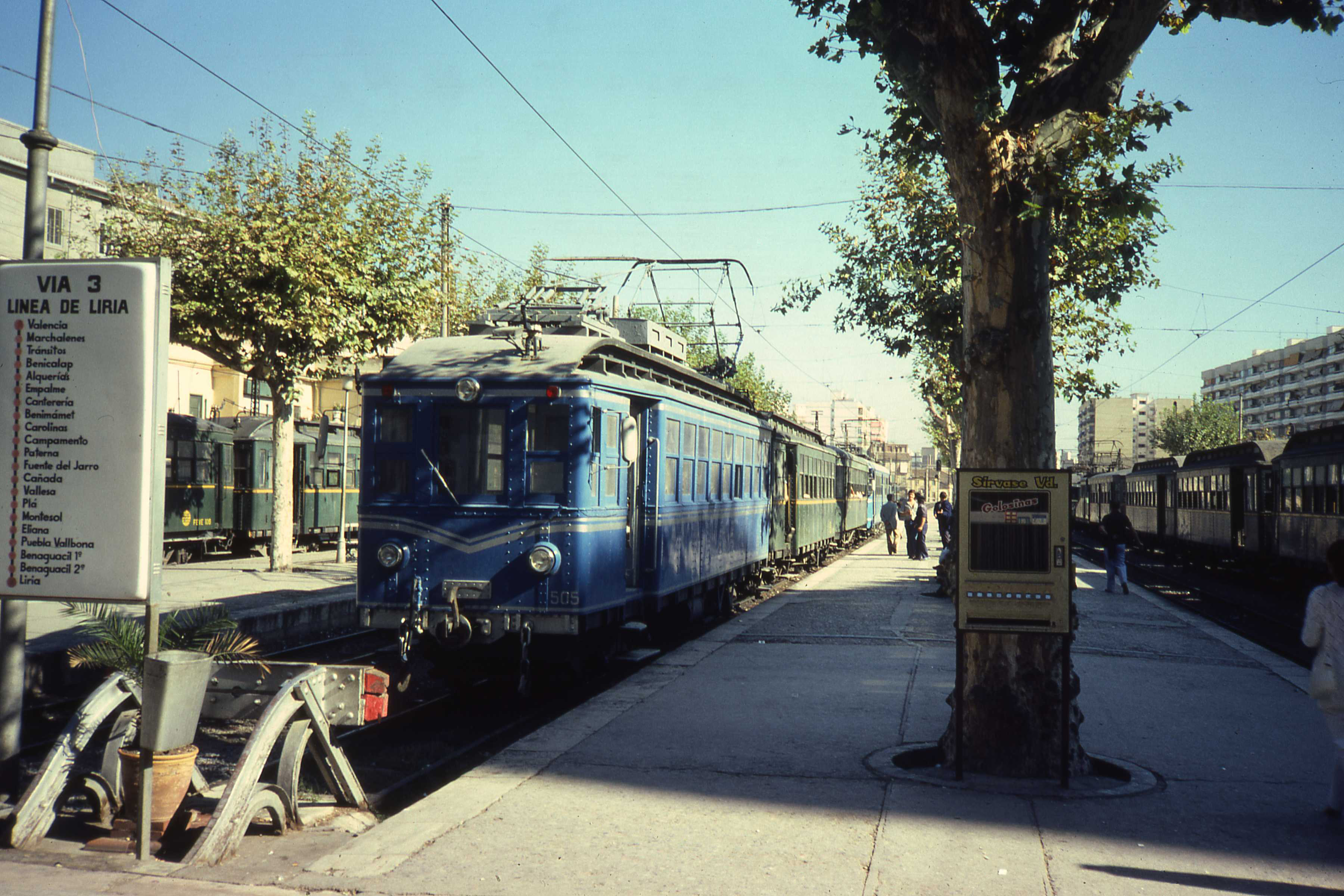
Serie 500-Wumag (FEVE) en Pont de Fusta en 1981

La Serie 500 de FGV, conocida también como WUMAG o portugueses, fue un conjunto de automotores construidos entre los años 1927 y 1929 por la compañía alemana Waggonbau Görlitz o WUMAG. La Serie 500 fue operada por la Compañía de Tranvías y Ferrocarriles de Valencia (CTFV), luego por Ferrocarriles Españoles de Vía Estrecha (FEVE) y, finalmente, por Ferrocarrils de la Generalitat Valenciana (FGV), compañía que los retiraría definitivamente del servicio en 1987.

## Historia
La serie al completo fue construida entre 1927 y 1929 por la compañía germana Waggonbau Görlitz, o WUMAG por sus siglas, como parte de las compensaciones económicas de la Primera Guerra Mundial a Portugal (de aquí viene el sobrenombre de “portugueses”). El país luso tenía prevista la construcción de una nueva línea, el Ferrocarril de Lima, en la zona de Viana do Castelo, al norte del país. La línea proyectada nunca se llevó a cabo y, así, en 1942, Portugal vendió por 12.000.000 escudos a Valenciana de Autobuses (VASA) seis automotores eléctricos, veinticuatro remolques para viajeros, dos furgones automotores y 12 motores Siemens. VASA, filial de la Compañía de Tranvías y Ferrocarriles de Valencia (CTFV) traspasó las máquinas a esta empresa, entrando en funcionamiento en 1943. Antes de la puesta en servicio de la serie, se rebajó la tensión de 1500 voltios hasta los 600 empleados por la red del Trenet de Valencia. También se eliminó la primera clase en los coches de viajeros, volviéndose todos de tercera clase. Como muchos de los coches-remolques de pasajeros podían motorizarse y convertirse en automotores y, además, la CTFV había comprado una buena cantidad de motores, la compañía convirtió cuatro de los remolques en unidades automotoras. La CTFV destinó estas series a las líneas de Pont de Fusta-Bétera y Pont de Fusta-Grau.
Tras la desaparición de la CTFV en 1964 a causa de la acumulación de pérdidas económicas, sus instalaciones y material pasaron a formar parte de Ferrocarriles Españoles de Via Estrecha (FEVE). Así, las unidades de la serie 500 fueron repintadas en azul (color característico de FEVE) desapareciendo la pintura verde oscura con detalles en amarillo propia de la CTFV. FEVE también realizó una serie de mejoras de mantenimiento a los vehículos entre 1964 y 1987, siendo en este último año cuando la red del Trenet de Valencia pasó a ser propiedad de Ferrocarrils de la Generalitat Valenciana (FGV), que aún mantuvo durante el año 1987 las unidades en funcionamiento, llegando a pintarles hasta el logotipo de FGV, eso sí, sin alterar la librea azul de FEVE. A finales de 1987, FGV dio de baja definitivamente a las unidades de la serie 500. Actualmente sólo se conservan tres unidades: la 503 (restaurada con los colores originales de la CTFV por FGV) y las unidades 506 y 510 (en manos privadas).
Entre el 27 de febrero y el 5 de marzo del 2017, la unidad 503 fue expuesta frente a la antigua estación de Pont de Fusta, conmemorando los 30 años que habían transcurrido desde su retirada.

### Unidades
He aquí una relación completa de las unidades de la serie:
| Vehículo | Año construcción | Fabricante | Año inicio | Año baja   | Destino final                                                     |
| -------- | ---------------- | ---------- | ---------- | ---------- | ----------------------------------------------------------------- |
| 501      | 1927             | WUMAG      | 1942-1943  | 1987       | Desguazado por FGV.                                               |
| 502      | 1927-1929        | WUMAG      | 1942-1943  | 14/10/1982 | Desguazado por accidente.                                         |
| 503      | 1927-1929        | WUMAG      | 1942-1943  | 1987       | Restaurado y conservado por FGV.                                  |
| 504      | 1927-1929        | WUMAG      | 1942-1943  | n/         | Desguazado por incendio.                                          |
| 505      | 1927-1929        | WUMAG      | 1942-1943  | 1987       | Incendiado el 1957. Desguazado por FGV.                           |
| 506      | 1927-1929        | WUMAG      | 1942-1943  | 1987       | En restauración privada.                                          |
| 507      | 1927-1929        | WUMAG      | 1942-1943  | 1987       | Procedente del remolque 303. Desguazado.                          |
| 508      | 1927-1929        | WUMAG      | 1942-1943  | 1984       | Procedente del remolque 311. Desguazado en 1984.                  |
| 509      | 1927-1929        | WUMAG      | 1942-1943  | 1987       | Procedente del remolque 320. Desguazado por FGV.                  |
| 510      | 1929             | WUMAG      | 1942-1943  | 1987       | Procedente del remolque 324. En restauración en Sinéu (Baleares). |

## Características técnicas
| Característica             | unidad | Coche M | Coche  |
| -------------------------- | ------ | ------- | ------ |
| Rodaje                     |        | n/      | n/     |
| Potencia                   | V      | 600     | 600    |
| Velocidad máxima           | km/h   | 50      | 50     |
| Sistemas de seguridad      |        | n/      | n/     |
| Mando múltiple             |        | n/      | n/     |
| Longitud unidad de tren    | mm     | 12.500  | 12.500 |
| Longitud de las cajas      | mm     | n/      | n/     |
| Anchura máxima             | mm     | 2600    | 2600   |
| Altura máxima              | mm     | 2800    | 2800   |
| Tara unidad de tren        | kg     | n/      | n/     |
| Peso máximo unidad de tren | kg     | n/      | n/     |
| Tara de cada coche         | kg     | n/      | n/     |
| Peso máximo de cada coche  | kg     | 22.500  | 14.500 |
| Peso máximo por eje        | T      | n/      | n/     |
| Plazas sentadas            |        | n/      | n/     |
| FUENTE:                    |        |         |        |